# Ovalıbağ, Niğde
Ovalıbağ là một xã thuộc huyện Çiftlik, tỉnh Niğde, Thổ Nhĩ Kỳ. Dân số thời điểm năm 2011 là 1416 người.